# Anton Denikine
Anton Ivanovitch Denikine (en russe : Антон Иванович Деникин, parfois orthographié Dénikine), né le 4 décembre 1872 (16 décembre dans le calendrier grégorien) à Włocławek (Gouvernement de Varsovie, alors dans l’Empire russe) et mort le 8 août 1947 à Ann Arbor (États-Unis), est un général russe, chef d'état-major dans les armées de la Russie impériale pendant la Première Guerre mondiale et commandant en chef de l'armée des volontaires pendant la guerre civile russe.

## Pendant la Première Guerre mondiale
Denikine est le fils d'un officier subalterne, né dans le servage, qui prend sa retraite de l'armée en 1869 avec le rang de major (russe : Майо́р). Il s'engage très tôt dans une carrière militaire et suit l'enseignement de l'école normale de Lovitch, puis entre à l'école Vladimir des cadets de Kiev (ru) et enfin à l'académie d'état-major général. Breveté d'état-major en 1899, il prend le commandement de la région militaire de Varsovie.
Sa première affectation le conduit sur le théâtre de la guerre russo-japonaise. En 1914, il est chef d'état-major et commandant de la région militaire de Kiev. Il rejoint le VIIIe corps d'armée et assure en septembre le commandement de la 4e division d'infanterie, dite « division de fer ».
En 1916, il est nommé commandant en chef de la VIIIe armée et coordonne avec succès l'offensive Broussilov en Roumanie.

## Pendant la Révolution russe

### Après la révolution de février
Lors de la révolution de Février 1917, Denikine se trouvait sur le front roumain. En mars 1917, il fut rappelé à Pétrograd par le ministre de la guerre du gouvernement provisoire Alexandre Goutchkov qui lui proposa le poste de chef d'état-major auprès du commandant en chef de l'armée russe, le fraîchement nommé général Mikhail Alekseïev. Le 5 avril, Denikine entra en fonction, qu'il exerça un mois et demi, en bonne entente avec Alekseïev. Après le remplacement d'Alekseïev par Broussilov, Denikine, ne souhaitant pas être le chef d'état-major de ce dernier, fut nommé commandant des armées du front ouest. À ce poste, il organisa le soutien stratégique du front sud-ouest lors de l'offensive de juin 1917.
Le chef de la mission militaire française en Russie, le général Pau, lui adressa le courrier suivant daté du 18/31 juillet 1917 : « Mon Général, j'ai l'honneur de porter à votre connaissance que le gouvernement français vous a conféré la “Croix de Guerre” avec palme avec le motif suivant : “chef admirable dont le courage et le talent ont assuré le succès des troupes russes partout où il les a conduites au feu ; et dont la froide énergie a su inspirer à tous le respect du commandement dans les circonstances les plus difficiles de la guerre et de la révolution. A rendu ainsi à la cause des alliés le plus signalé service”. Je suis heureux, mon général, de pouvoir vous adresser à cette occasion mes plus sincères félicitations et je vous demande de bien vouloir agréer l'assurance de ma haute considération avec l'expression de mes sentiments les plus distingués. »
En août 1917, Denikine fut nommé commandant du front sud-ouest.

### Arrestation, captivité à Berditchev et Bykhov

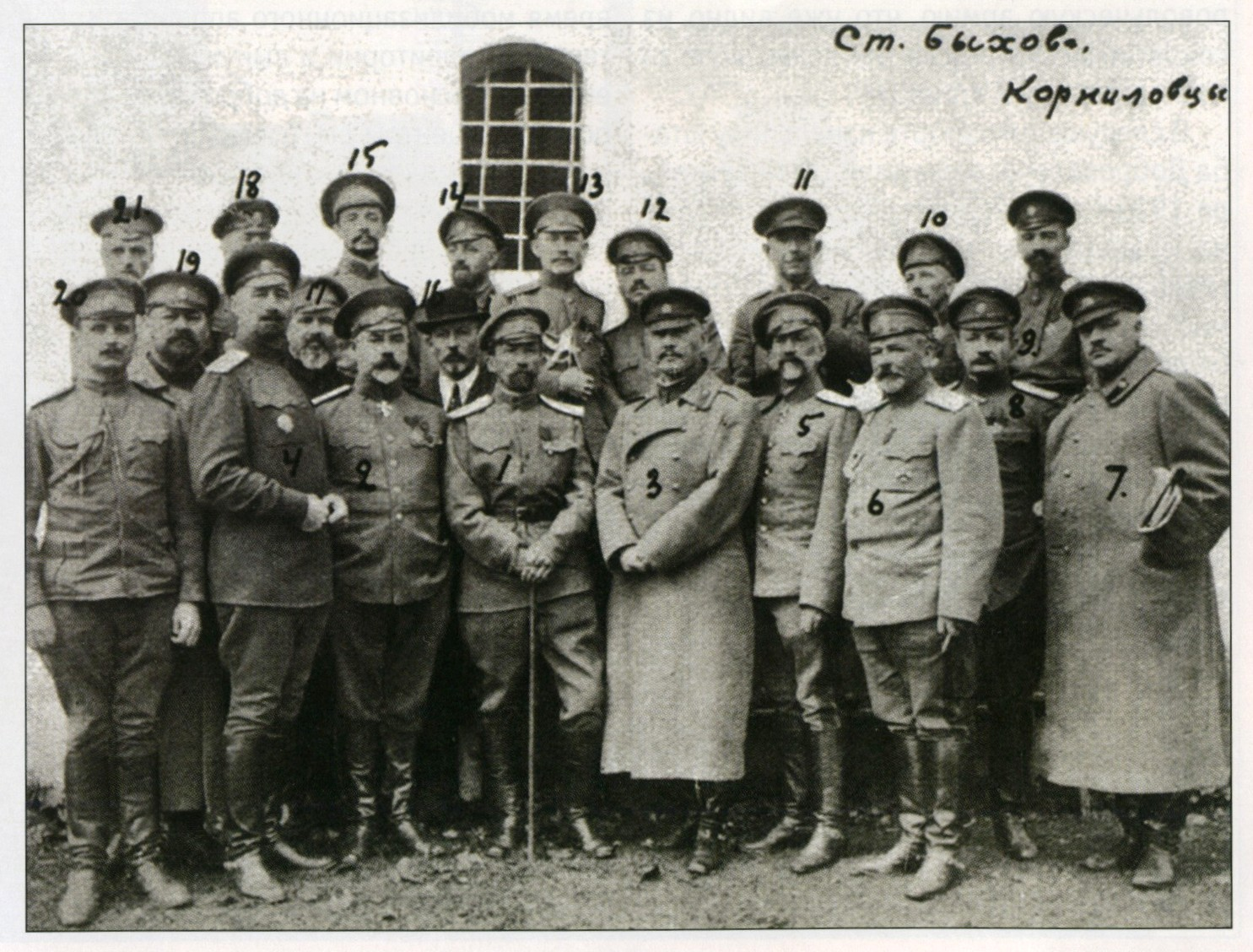
Les généraux retenus à Bykhov à l'automne 1917.

Le 28 août 1917, il est arrêté à la suite d'un télégramme expédié au gouvernement provisoire dans lequel il exprime sa solidarité avec le général Lavr Kornilov. Accusé de mutinerie (affaire Kornilov), il fut incarcéré en compagnie de Kornilov à la prison de Bykhov, d'où les généraux réclamaient un procès public pour se laver des accusations mensongères et présenter leur programme pour l'avenir de la Russie.
Après la chute du gouvernement provisoire, l'accusation de mutinerie devint sans objet et, le 2 décembre 1917, le commandant en chef général Nikolaï Doukhonine donna l'ordre de transférer les prisonniers sur le Don, ce que contesta le comité des armées. Apprenant que des unités bolchéviques aux ordres de l'enseigne Krylenko marchaient sur Moguilev, menaçant d'exécuter les généraux, ceux-ci se décidèrent à fuir vers le Don.

### Fuite vers le Don, campagne de glace
Avec des papiers au nom d'Alexandre Dombrowski, Denikine parvint à déjouer la vigilance des contrôles bolchéviques et à rallier Novotcherkassk, où il participa à la formation de l'armée des volontaires. Le 30 janvier 1918, il fut nommé commandant de la première division volontaire. Lors de la première campagne du Kouban, il était vice-commandant de l'armée du général Lavr Kornilov puis, après la mort de ce dernier le 31 mars 1918 lors de l'assaut de Ekaterinodar, il prit le commandement de l'armée. Il parvint à organiser la retraite de ses troupes d'Ekaterinodar vers la région du Don, leur évitant ainsi l'encerclement et l'anéantissement. Les cosaques du Don ayant alors revu leur attitude face aux bolchéviques et entamé une lutte armée, il put donner à ses hommes du repos et reconstituer ses unités avec de nouveaux volontaires, parmi lesquels de nombreux officiers et cosaques du Kouban.

## Chef du mouvement blanc

### Dans l'armée des volontaires

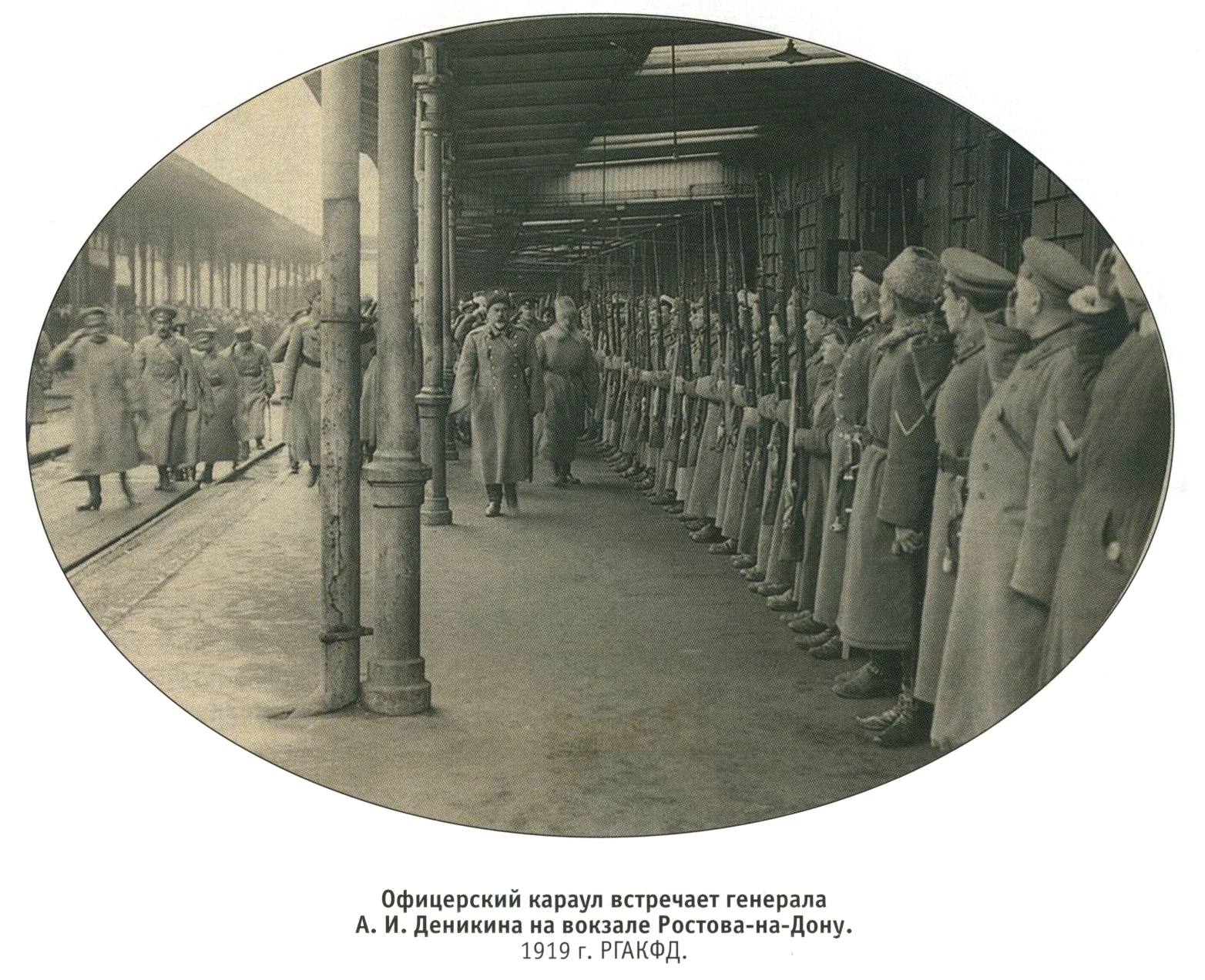
La garde d'officiers accueille le général Denikine à la gare de Rostov-sur-le-Don en 1919.

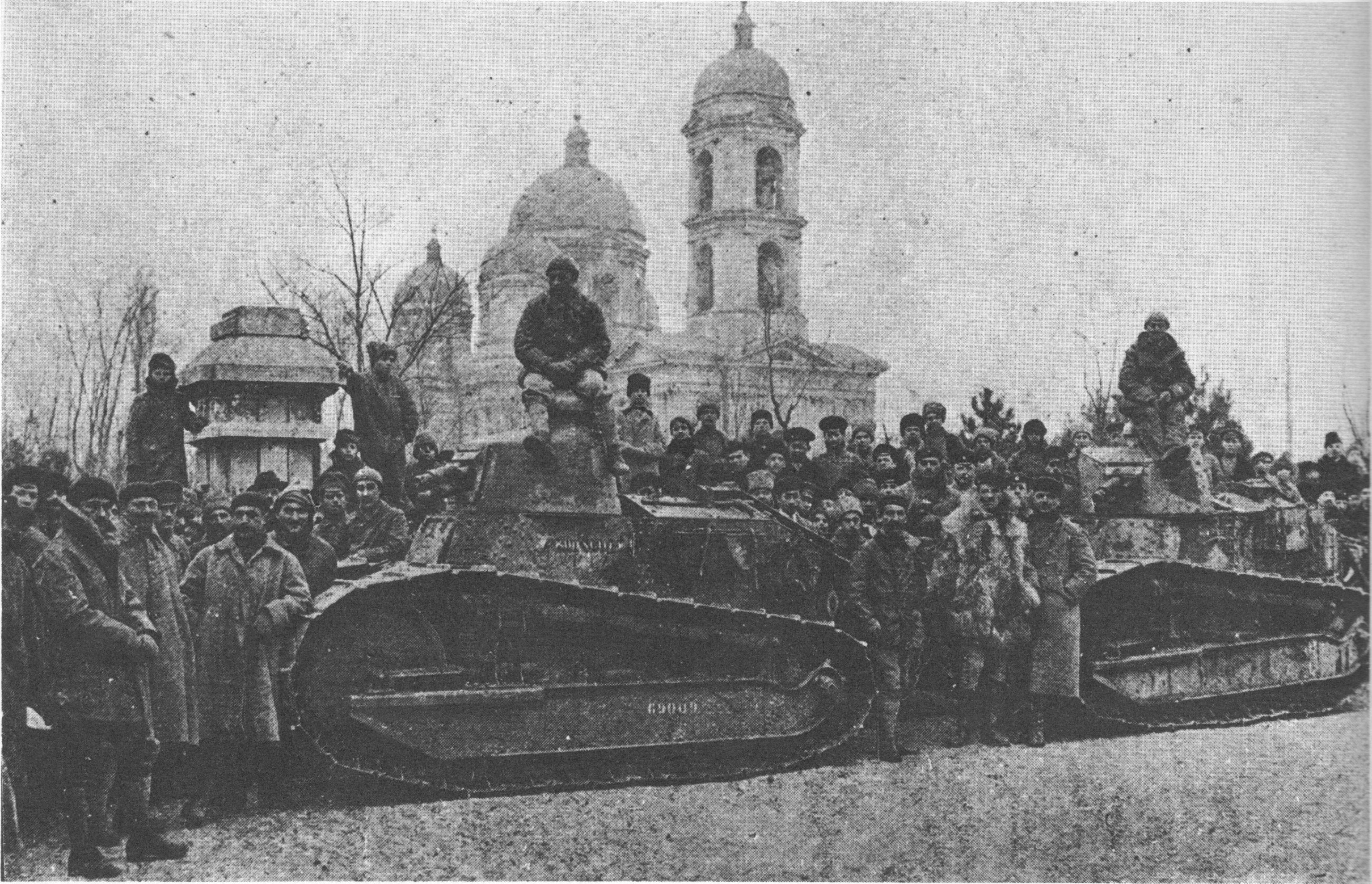
Chars et soldats français à Odessa, en 1919, pour soutenir l'armée de Denikine.

Dans la nuit du 22 au 23 juin 1918, l'armée des volontaires, forte de 8 000 à 9 000 hommes, sous le commandement d'A. I. Denikine débuta sa seconde campagne du Kouban, qui aboutit à l'anéantissement des unités rouges du Kouban (environ 100 000 hommes) et la prise d'Ekaterinodar, capitale du Kouban.
Au début de 1919, Denikine parvint à mater l'opposition bolchévique dans le Caucase du nord, à s'assurer la loyauté des armées cosaques du Don et du Kouban en éloignant du commandement le général Piotr Krasnov, favorable à l'Allemagne, et à obtenir des Alliés par les ports de la mer Noire des munitions et pièces d'artillerie. Les Français et les Anglais débarquèrent à Odessa et Sébastopol fin 1918. Mais la population se montra hostile à leur présence et la coopération militaire fut difficile. Les Français, qui dirigeaient l'intervention, rembarquèrent en avril 1919.

### Commandant en chef des Forces Armées du Sud de la Russie
Le 8 janvier 1919, l'armée des volontaires et l'armée du Don fusionnèrent pour donner naissance aux Forces Armées du Sud de la Russie (russe : Вооружённыя силы Юга Россіи (В. С. Ю. Р.)) commandées par le général Denikine depuis son état-major de Taganrog.
Le 12 juin 1919, Denikine reconnut officiellement le gouvernement de l'amiral Koltchak, dirigeant suprême et commandant en chef. Le 24 juin 1919 le conseil des ministres du gouvernement d'Omsk le nomma suppléant du commandant en chef afin d'assurer « la continuité du commandement suprême ».
Ayant défait les bolchéviques sur le Don et le fleuve Manytch, les armées de Denikine entamèrent une avancée vers le centre du pays. Le 3 juillet, Denikine annonça le début de la marche vers Moscou (200 000 combattants, 2 000 canons et 30 chars d'assaut). En septembre, les forces armées du sud de la Russie avait pris le Donbass, la Crimée et de larges territoires du sud de la Russie avec les villes de Kharkov, Tsaritsyne, Kiev, Odessa et autres.
Septembre et début octobre 1919 connurent l'extension maximale des territoires contrôlés par les forces anti-bolchéviques.
En septembre 1919, les troupes blanches infligèrent de lourdes défaites lors de batailles vers Kharkov et Tsaritsyne aux armées rouges et en poursuivant les unités défaites, elles se rapprochaient peu à peu de Moscou. Le 20 septembre Koursk tomba, le 6 octobre Voronej, le 13 octobre Orel et Toula était à portée. Le front sud des bolchéviques s'écroulait. Les bolchéviques étaient proches de la défaite et se préparaient à passer dans la clandestinité. Un comité clandestin du parti de Moscou fut créé, les institutions préparaient leur évacuation vers Vologda.
Mais à partir d'octobre 1919, la situation des forces armées du sud de la Russie se dégrada sensiblement. Les bases arrière en Ukraine étaient pillées par les raids des hommes de Nestor Makhno qui avaient forcé les lignes blanches dans la région d'Ouman, il fallut détourner du front des unités pour le combattre, les bolchéviques avaient conclu un armistice avec les Polonais et les forces de Petlioura, libérant des forces pour la lutte contre Denikine. Ayant pu restaurer leur supériorité numérique sur le principal front d'Orel à Koursk (62 000 hommes côté rouge contre 22 000 côté blanc) l'armée rouge passa à la contre-attaque en octobre 1919. Après des combats acharnés, les armées blanches furent forcées à se replier sur toute la longueur du front. Durant l'hiver 1919-1920, les troupes de Denikine durent quitter Kharkov, Kiev, la région du Donbass et Rostov-sur-le-Don. En février-mars 1920, elles furent battues lors des combats pour le contrôle du Kouban à la suite de la décomposition de l'armée du Kouban (l'unité la moins fiable des Forces armées du Sud de la Russie en raison de ses tendances séparatistes). Les troupes de l'armée blanche se replient sur Novorossiisk d'où elles s'embarquent le 26 et 27 mars 1920 pour la Crimée.
Début décembre 1919, l'amiral Koltchak discuta avec son gouvernement la question d'une « abdication en faveur de Denikine ». Le 22 décembre, le conseil des ministres du gouvernement russe décréta que « dans le but d'assurer la continuité et la succession du pouvoir de toutes les Russies le conseil a décidé qu'en cas de maladie grave ou de décès du chef suprême ainsi que dans le cas de sa démission ou de son absence prolongée ses obligations passeront au commandant en chef des Forces Armées du Sud de la Russie lieutenant-général Denikine. »
Le 4 janvier 1920, Koltchak annonce dans le décret de Nijneoudinsk que « vu ma décision de transmettre le pouvoir suprême de toutes les Russies au commandant en chef des Forces Armées du Sud de la Russie général Denikine, jusqu'à l'obtention de ses ordres et afin de conserver dans notre partie orientale de la Russie des fondations étatiques pour l'unité de la Russie » il donne « les entiers pouvoirs militaires et civils sur tout le territoire oriental de la Russie unie par le pouvoir russe suprême » au général Grigori Semenov.
Comme l'écrit dans ses mémoires Denikine, il ne pouvait, dans les conditions difficiles liées aux lourdes défaites des Forces Armées du Sud de la Russie et la crise politique, « accepter le titre et la fonction » et refusa le titre de chef suprême, le justifiant par l'absence d'informations officielles sur les évènements à l'est.
Le 4 avril 1920, Denikine, face à l'opposition des généraux, démissionne du commandement des Forces Armées du Sud de la Russie au profit du lieutenant-général baron Wrangel et s'embarqua le jour même pour l'Angleterre via Constantinople.
Durant l'été 1920, A. Goutchkov adressa à Denikine la demande de « finaliser son exploit patriotique et avec un acte solennel investir le baron Wrangel… de la succession du pouvoir de toutes les Russies », ce que Denikine déclina toutefois de faire.

## La politique de Denikine
Sur les territoires contrôlés par les Forces Armées du Sud de la Russie tous les pouvoirs revenaient à Denikine en tant que commandant en chef. À ses côtés, le « conseil spécial » remplissait les rôles d'exécutif et de législatif. Investi de facto de pouvoirs dictatoriaux et partisan d'une monarchie constitutionnelle Denikine ne se reconnaissait pas le droit de décider du régime d'un futur État russe avant la réunion d'une assemblée constituante. Il tenta de rassembler de larges couches de la population autour du mouvement blanc sous les devises « combattre le bolchévisme jusqu'à la fin », « une Russie grande, unie et indivisible », « libertés politiques ». Cette attitude était critiquée par les monarchistes ainsi que par les libéraux. L'appel à une Russie unie et indivisible rencontra l'opposition des gouvernements cosaques du Don et du Kouban qui recherchaient une autonomie plus grande et une Russie fédérale ; de même l'hostilité des nationalistes ukrainiens, caucasiens et baltes qui ne pouvaient s'y retrouver.
En même temps, un semblant de vie normale s'installait à l'arrière du front. Là où les conditions le permettaient les usines et fabriques se remirent à fonctionner, le transport ferroviaire et fluvial repris, les banques et le commerce poursuivaient leurs activités. Le prix des produits de l'agriculture fut fixé, une loi contre la spéculation promulguée, les tribunaux et les institutions de gouvernement local réinstaurés, de nombreux partis existaient librement (y compris les socialistes révolutionnaires et les sociaux-démocrates), la presse était presque totalement libre. Le conseil spécial de Denikine instaura une législation du travail progressiste (journées de travail de huit heures, sécurité du travail), toutefois la désorganisation de l'industrie fit que cette législation ne trouva que peu de domaines d'application.
Le gouvernement de Denikine n'eut pas le temps de mettre en œuvre la réforme agraire qu'il avait préparée. Son objectif était de renforcer les petites et moyennes exploitations aux dépens de terres de l’État et des grands propriétaires fonciers. Une loi provisoire de Koltchak était en vigueur, spécifiant que jusqu'à la réunion d'une assemblée constituante la terre restait en possession de celui qui la possédait de facto. La reprise de force des terres par d'anciens propriétaires n'était pas tolérée.
La position de Denikine sur la question linguistique en Ukraine est exposée dans le manifeste À la population de la Petite Russie (1919) : « Je déclare que la langue officielle sur tout le territoire de la Russie est le russe mais j'estime qu'il est inacceptable et j'interdis de réprimer la langue petit-russe. Chacun peut parler dans les institutions locales, zemstvo, lieux publics et tribunaux en petit-russe. Les écoles locales financées sur des fonds privés peuvent enseigner dans n'importe quelle langue. Les écoles publiques… peuvent instaurer des cours de la langue populaire petit-russe… Également il n'y aura pas de barrière pour la langue petit-russe dans la presse »…

## Pogroms et crimes de guerre
Certaines unités des troupes de Denikine se rendirent coupables de plusieurs pogroms dans les régions qu'elles occupèrent. 
Le 17 octobre 1918, un soldat du troisième régiment de cavalerie de Tcherguinov (appartenant à l'armée de Denikine) écrit ainsi à ses parents : « Nous sommes allés à Konotop rosser les youpins, j'ai réussi à égorger trois juifs et un vieux youpin, et pour ça on a touché 500 roubles par soldat ». Jrina Kakhovskaïa, membre du parti Socialiste Révolutionnaire de Gauche et promotrice d'un attentat avorté en 1919 pour assassiner Denikine décrit la même année l'entrée des troupes blanches à Kiev en évoquant des « charrettes de cadavres juifs ». Les pogroms les plus importants eurent lieu à Fastov en septembre 1919 et à Kiev en octobre, faisant respectivement un millier et plus de 250 morts, « sans que les autorités militaires ou civiles supérieures aient cru bon de s'interposer ».
Denikine publia une déclaration condamnant l'antisémitisme. Cependant, selon l'historien marxiste Arno Joseph Mayer, « il s'agissait d'une démarche essentiellement tactique, destinée à courtiser les alliés ; en effet, les tenants occidentaux des forces anti-bolchéviques ne cessaient de rappeler que les excès antisémites leur aliénaient l'opinion publique et compromettaient le maintien de leur aide aux blancs ». Plus généralement, il y eut peu de protestations au sommet de l'appareil politique et militaire du gouvernement blanc en Ukraine pour s'élever contre les flambées d'antisémitisme. Les Cadets membres du quartier général de Denikine ne protestèrent pas contre les pogroms, leur parti allant jusqu'à « demander aux juifs de répudier le bolchevisme pour se sauver eux-mêmes ». L'Osvag, service de propagande du gouvernement de Denikine, fit courir de nombreuses rumeurs sur l'existence de complots ourdis par les juifs. Une proclamation d'un des généraux de l'armée blanche incitait ainsi le peuple à « s'armer et à se dresser contre les communistes bolcheviques juifs, l'ennemi commun de notre terre russe », afin d'extirper « la force mauvaise et diabolique qui réside dans le cœur des communistes juifs ».
Cependant, selon les études de Nahum Gergel, citées par Alexandre Soljenitsyne, les pogroms menés par les Armées blanches en Ukraine, ne représentent que 17 % des 887 de l'époque (contre 40 % imputées par l'auteur aux forces de l'indépendantiste ukrainien Simon Petlioura, 25 % aux armées paysannes et aux bandes qui n'étaient contrôlées par aucun des principaux belligérants et 8,5 % à l'armée rouge et à la Tchéka). À la différence des blancs -et ce en application d'un décret du 27 juillet 1918- les bolcheviques cherchèrent à identifier et à châtier les officiers responsables de pogroms (tels que Bogouni et Taratchani) puis affectèrent à partir de juin 1919 des fonds pour soutenir les victimes de pogroms.
Le général Wrangel, pourtant monarchiste convaincu et allié de Denikine, décrit l'anomie qui règne sur l'immense territoire contrôlé par ce dernier quand il en prend la tête en mars 1920 : 
Les Blancs considéraient que les Juifs, qui formaient en majorité les cadres bolchéviques, leur étaient très hostiles. Loin d'estimer s'attaquer à des innocents, les Blancs tenaient ces massacres pour des règlements de comptes, eu égard aux affres causés par l'usure, l'alcoolisme, l'exploitation de la misère et les crimes liés à la « révolution » bolchévique. De nombreux nobles, considérant que la révolution avait été juive, pensaient également se venger des meurtres, des viols et des dépossessions que leurs familles avaient eu à subir.

## L'exil

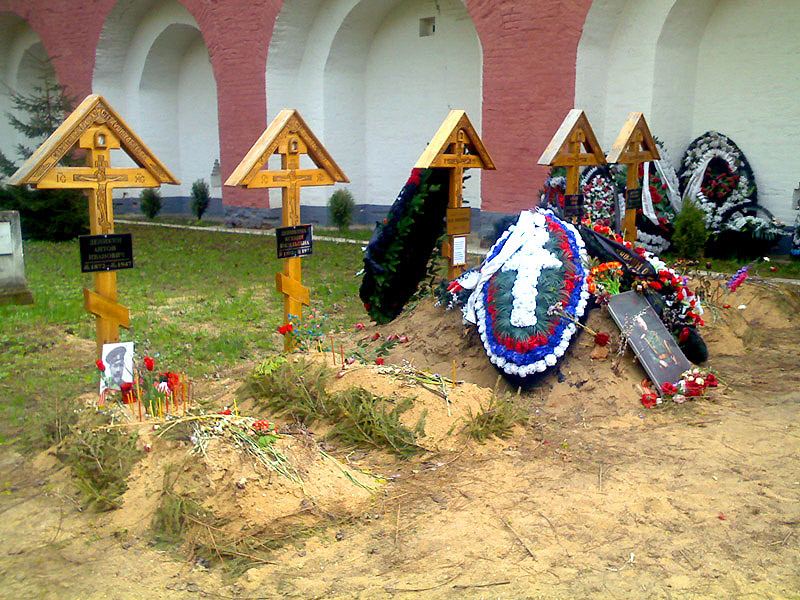
Tombe provisoire de Denikine.

La défaite de l'armée des volontaires à Novorossisk au printemps 1920 pousse le général et sa famille à l'exil, tour à tour en Angleterre, Belgique et Hongrie, avant de s'établir en France dans la région parisienne au milieu des années 1920.
Après l'arrivée d'Adolf Hitler au pouvoir en Allemagne en 1933 et malgré son hostilité intransigeante vis-à-vis du communisme, Denikine rend public son soutien à l'Armée rouge face à la menace d'une invasion de l'Union soviétique par l'Allemagne nazie, qualifiant Hitler de « pire ennemi de la Russie et du peuple russe ».
Au milieu du mois de mai 1940, devant l'avancée des troupes allemandes lors de la bataille de France, le général accompagné de sa femme fuit Bourg-la-Reine et fait partie des 863 réfugiés établis à Mimizan, dans le département des Landes. Dès mars 1945, un éditeur new-yorkais propose au général de publier ses mémoires. Le contrat est signé le 4 avril 1945 et le couple quitte définitivement Mimizan le 29 avril 1945 d'abord pour Paris, avant de pouvoir embarquer pour les États-Unis. Il meurt paisiblement dans son lit en 1947 à Ann Arbor dans le Michigan. Peu avant de mourir, il achève plus de 2 000 pages de Mémoires, dont le livre III s'ouvre par une réflexion sur la nature et l'ampleur de la révolution russe de 1917. Ses dernières paroles sont : « Je ne verrai jamais la résurrection de la Russie ».
Le 3 octobre 2005, ses restes ont été ensevelis dans une tombe du cimetière du monastère de Donskoï, non loin de celles du philosophe russe Ivan Iline, transférées aussi ce même 3 octobre. Dans le même cimetière reposent également l'écrivain Ivan Chmeliov, mort en exil et enterré en l'an 2000, le dernier patriarche de la Russie impériale Tikhon, détenu jusqu'à sa mort dans le monastère, et Alexandre Soljénitsyne. Avant de mourir, Ivan Chmeliov avait envoyé une photo à Denikine au dos de laquelle il avait écrit : « Nous nous retrouverons peut-être un jour à Moscou ».
Le transfert de sa dépouille a donné lieu à des cérémonies officielles organisées par le gouvernement de Vladimir Poutine dans un souci de réconciliation nationale[réf. nécessaire].
Sa fille, Marina Grey, productrice et historienne, avait épousé Jean-François Chiappe, lui aussi historien. Elle avait récemment reçu la nationalité russe en plus de sa nationalité française.